# Tanjong Mesjid (Ganda Pura)
Tanjong Mesjid is een bestuurslaag in het regentschap Bireuen van de provincie Atjeh, Indonesië. Tanjong Mesjid telt 193 inwoners (volkstelling 2010).